# Aserbajdsjansk (sprog)
Aserbajdsjansk sprog, også kaldet azeri, er det officielle sprog i Aserbajdsjan. Sproget tilhører sammen med bl.a. tyrkisk den tyrkiske sprogfamilie. Det er udviklet fra oghuz, som kom fra Centralasien med Seldsjukkerne. Sproget er stærkt påvirket af persisk og arabisk.
Det hedder Azərbaycan dili på aserbajdsjansk. Iranske aserbajdsjanere kalder det ofte for türki. Nogle dialekter af sproget bliver talt i mange dele af Iran, dog for det meste i den nordvestlige del af landet, også kendt som Iransk Aserbajdsjan, hvilket hovedsageligt udgøres af provinserne Zanjan,  Østaserbajdsjan, Vestaserbajdsjan og Ardabil, hvor det er det mest dominerende sprog og lingua franca for minoritetssprog som kurdisk, armensk og talysh. Iran er hjemsted for flertallet af dem, der taler azeri. Sproget bliver også brugt i den russiske republik Dagestan, i Sydøstgeorgien, Nordirak og i den østlige del af Tyrkiet.
Der er mellem 45 og 50 millioner, der har Azeri som modersmål, mellem 35 millioner i Iran, 9.2 millioner i Aserbajdsjan og 800.000 i andre mindre fællesskaber ifølge Ethnologue.